# Sinagoga di Cheltenham
La sinagoga di Cheltenham, costruita nel 1837-1839, è una sinagoga situata nella cittadina termale di Cheltenham. In stile neoclassico "Regency", è una delle più antiche sinagoghe di tutta l'Inghilterra.

## Storia e descrizione
Cheltenham, allora  fiorente città termale inglese, attrasse ai primi dell'Ottocento anche una piccola comunità ebraica che vi si stabilì nel 1823 e già nel 1824 aveva il proprio cimitero in Elm Street (ancor oggi in uso).
Nel 1837 il progetto per la costruzione della sinagoga fu affidato ad un giovane architetto locale, William Hill Knight. La prima pietra fu posta il 25 luglio 1837. La cerimonia di inaugurazione avvenne il 14 maggio 1839.
Knight si ispirò ai dettami dello stile neoclassico "Regency". La facciata presenta lesene doriche e frontone. L'interno ha un soffitto a cassettoni con al centro una cupola schiacciata; un lucernaio, opera di Nicholas Adam, fornisce luce naturale alla sala. Il matroneo è collocato su una piccola balconata sopra l'ingresso sulla cui fronte è collocato l'orologio, particolare questo inusuale che la  sinagoga di Cheltenham condivide con la sinagoga Montefiore di Ramsgate (1833), anch'essa in stile neoclassico "Regency".
Gli arredi (l'Arca sulla parete di fronte, i banchi lungo i lati, e la bimah al centro della sala) furono donati alla nuova sinagoga dalla congregazione Leadenhall Street di Londra, che era in quegli stessi anni impegnata nella costruzione di una più ampia sinagoga con nuovi arredi. Risalente al 1761, è il più antico arredo ashkenazita del Regno Unito. Dell'arredo londinese facevano parte anche le due lapidi ora sulle pareti della sinagoga di Cheltenham: una, in inglese, è una preghiera per la Regina Vittoria e la famiglia reale e l'altra, in ebraico , è una preghiera per il servizio liturgico di Yom Kippur. Quando le lapidi sono state recentemente restaurate vi sono stati trovati i nomi dei Re che risalgono a Giorgio II, il che le fa datare già al 1727.
Con il declino della città come centro termale anche la comunità ebraica vide ridotti i suoi membri, tanto che nel 1903 la sinagoga fu chiusa. Essa tuttavia riaprirà, nel 1939 con lo scoppio della seconda guerra mondiale, per il grande afflusso in città di sfollati, rifugiati e membri delle forze armate (inglesi e poi anche americane). Da allora la sinagoga è sempre rimasta aperta non solo al culto ma anche per le visite come monumento nazionale e uno dei migliori esempi di piccola sinagoga nella provincia inglese.
L'archivio della sinagoga, ricco di importanti documenti, è oggi conservato presso i Gloucestershire Archives.